# Хазіре
Хазіре́ (тур. Hazîre) — назва цвинтарів, розташованих у дворах релігійних споруд, таких як кюлліє, мечеть, месджид, текке, і оточених стіною або огорожею.
Хазіре можуть складатися як з кількох могил, так і налічувати кілька сотень поховань. Початковим ядром хазіре є могили засновника сусідньої будівлі або осіб, пов'язаних із цією спорудою.
Після смерті засновників мечеті, месджиду чи текке їх часто ховали з боку кібли цих культових споруд. З часом поруч із цим тюрбе або могилою, завдяки новим похованням, утворюється хазіре. Розмір хазіре залежить від статусу особи, похованої там першою, та від розміру ділянки, придатної для цвинтаря. Деякі хазіре при текке, заснованих за межами міста, з часом перетворилися на великі цвинтарі.
У Стамбулі та деяких інших старих містах Османської імперії хазіре, затінені кипарисами, сьогодні не лише мають історичну цінність, але й становлять значну частину зелених зон у межах міста.